# Передня дуга

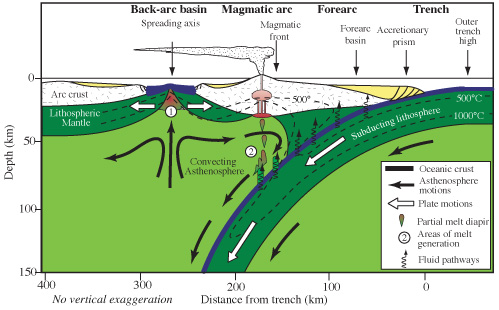
Поперечний переріз зони субдукції та задугового басейну. Переддуга — це область між жолобом і вулканічною дугою.

Передня дуга (англ. Forearc) — це термін тектоніки плит, що стосується регіону в зоні субдукції між океанічним жолобом і пов’язаною з ним вулканічною дугою. Переддугові області присутні вздовж конвергентних країв. Саме тут і утворюються однойменні «перед»-вулканічні дуги, характерні для країв конвергентних плит. Задугова область — це супутня область за вулканічною дугою.
Багато передніх дуг мають акреційний клин, який може утворювати топографічний хребет, відомий як зовнішній дуговий хребет, паралельний вулканічній дузі. Переддуговий басейн між акреційним клином і вулканічною дугою може накопичувати потужні відкладення осаду, що іноді називають жолобом зовнішньої дуги. Через колізійні напруги, коли одна тектонічна плита занурюється під іншу, переддугові області є джерелами потужних землетрусів.